# Andy Liebing
Andy Liebing (* 24. Dezember 1969 in Berlin) ist ein ehemaliger deutscher Boxprofi.

## Amateur
Andy Liebing boxte als Amateur für den TSC Berlin. Im Jugend- und Juniorenbereich war er sehr erfolgreich und gewann mehrfach die DDR-Meisterschaften in seiner Klasse, zudem bekam er 1986 bei der Jugendmeisterschaft den Ehrenpreis für besten Boxer der Meisterschaft. 1987 nahm er im Halbmittelgewicht bis 71 kg an den Juniorenweltmeisterschaften auf Kuba teil. Dort schlug er den schon sehr erfahrenen Roy Jones nach Punkten und belegte am Ende den dritten Platz. Er unterlag im Halbfinale dem Sowjetrussen und späteren Olympiasieger Alexander Lebsjak, der sich daraufhin auch den Titel sicherte. 1988 belegte er auch den dritten Platz bei den DDR-Meisterschaften.

## Profikarriere
Nach einer fast zehnjährigen Pause wechselte Andy Liebing 1997 ins Profilager und boxte anfangs im Mittelgewicht. Der gelernte Schornsteinfeger wurde in seiner Freizeit von Erwin Sahm trainiert. Bei seinem Debüt als Profi verlor er gegen Jerry Elliott durch TKO (Technischer Knockout) in der ersten Runde.
Im Oktober 2000 unterlag Liebing, Stephan Trabant in der achten Runde im Kampf um die Deutsche Meisterschaft im Mittelgewicht.
Im April 2001 sicherte er sich mit einem Punktsieg über Danny Thiele doch noch den Titel des Deutschen Meisters im Mittelgewicht und stieg anschließend eine Gewichtsklasse höher ins Supermittelgewicht auf. 2002 gewann Andy Liebing auch im Supermittelgewicht die Deutsche Meisterschaft. Im April 2003 sprang er kurzfristig als Ersatzgegner ein und boxte in Kopenhagen gegen den Dänen Mads Larsen und verlor durch K. o. in der fünften Runde. Nach einer weiteren Niederlage gegen Armand Krajnc beendete Andy Liebing seine Profilaufbahn.

## Erfolge als Amateur
- Bronzemedaille bei der Junioren-WM 1987
- Bronzemedaille bei der DDR-Meisterschaft 1988

## Erfolge als Profi
- Deutscher Meister im Mittelgewicht 2001
- Deutscher Meister im Supermittelgewicht 2002